# Rendez-vous à Atlit
Pour plus de détails, voir Fiche technique et Distribution.
Rendez-vous à Atlit est une comédie dramatique franco-israélienne réalisée par Shirel Amitaï, sortie en 2015.

## Synopsis
Israël, 1995, la paix est enfin tangible. Dans la petite ville d’Atlit, Cali retrouve ses deux sœurs, Darel et Asia, pour vendre la maison héritée de leurs parents. Entre complicité et fous rires réapparaissent les doutes et les vieilles querelles, ainsi que d’étranges convives qui sèment un joyeux bordel. Le 4 novembre, Yitzhak Rabin est assassiné, le processus de paix est anéanti mais les trois sœurs refusent d’abandonner l’espoir.

## Fiche technique
- Titre : Rendez-vous à Atlit
- Réalisation : Shirel Amitaï
- Scénario : Shirel Amitaï
- Montage : Frédéric Baillehaiche
- Photographie : Boaz Yehonathan Yacov
- Musique : Reno Isaac
- Producteur : Sandrine Brauer
  - Producteur exécutif : Yocahnon Kredo et Elion Ratzkovsky
  - Producteur associé : Virginie Dinh Van Doanh et Marie Masmonteil
- Production : En compagnie des Lamas et France 2, en association avec Indéfilms 2
- Distribution : Ad Vitam
- Pays d’origine :  France et  Israël
- Genre : comédie dramatique
- Durée : 91 minutes
- Dates de sortie :
  -  France : 21 janvier 2015

## Distribution
- Géraldine Nakache : Cali
- Judith Chemla : Asia
- Yaël Abecassis : Darel
- Arsinée Khanjian : Mona
- Pippo Delbono : Zack
- Makram Khoury : Mafous
- Pini Tavgar : Dan
- Yossi Marshak : Amos